# 이향희 (작가)
이향희는 대한민국의 드라마 작가이다. 1996년 《신세대 보고 어른들은 몰라요》로 데뷔하였으며, 1998년 드라마 방영중에 응모한 동아일보 신춘문예 희곡부문에 《알레르기, 알레고리》로 당선되었으며, 또한 당선된 희곡으로 한국연극연출가협회 주최로 문예극장 소극장에서 열린 ‘98 신춘 단막극제’에서 공연되었다.

## 집필 작품

### 텔레비전 드라마
| 연도      | 제목                            | 방송사           | 유형      | 연출                        | 공동 집필                   |
| --------- | ------------------------------- | ---------------- | --------- | --------------------------- | --------------------------- |
| 2020      | 영혼수선공                      | KBS2             | 수목      | 유현기                      | 빈칸                        |
| 2016      | 동네변호사 조들호               | KBS2             | 월화      | 이정섭, 이은진              | 빈칸                        |
| 2014-2015 | 왕의 얼굴                       | KBS2             | 수목      | 윤성식                      | 빈칸                        |
| 2007      | 쩐의 전쟁                       | SBS              | 수목      | 장태유                      | 빈칸                        |
| 2006      | 드라마시티 - 너무도 착한 그녀   | KBS2             | 단막      | 이건준                      | 빈칸                        |
| 2005      | 러브홀릭                        | KBS2             | 월화      | 이건준, 문준하              | 빈칸                        |
| 2004      | 드라마시티 - 사랑해요 수헬리    | KBS2             | 단막      | 이건준                      | 빈칸                        |
| 2003      | 술의 나라                       | SBS              | 수목      | 이진석                      | 정성주 하차 이후            |
| 2002      | 드라마시티 - 지독한 사랑        | KBS2             | 단막      | 이건준                      | 빈칸                        |
| 2002      | 드라마시티 - 너의 목소리가 들려 | KBS2             | 단막      | 정해룡                      | 빈칸                        |
| 2001-2002 | 학교 4                          | KBS2             | 일요      | 정해룡, 황의경              | 진수완                      |
| 2001      | 드라마시티 - 라몬으로 가는 지도 | KBS2             | 단막      | 정해룡                      | 빈칸                        |
| 2000      | 소설 목민심서                   | KBS2             | 일일→수목 | 신재국, 이재혁, 이제헌      | 윤영수                      |
| 1999-2000 | 학교 2                          | KBS2→ KBS1       | 토요→일요 | 박찬홍 한준서 고영탁 이강현 | 진수완 김지우 구선경 김윤영 |
| 1995-1998 | 신세대 보고 어른들은 몰라요     | KBS2→ KBS1→ KBS2 | 주간단막  | 신재국 이제헌 박찬홍 심광흠 | 김지우 홍진아               |

### 영화
- 《사랑할 때 이야기하는 것들》(2006) - 각본

### 연극
- 《알레르기, 알레고리》(1998) - 동아일보 신춘문예 희곡부문 당선작

## 수상 경력
- 1998년 동아일보 신춘문예 희곡부문